# Sož
Sož (bjeloruski, ruski i ukrajinski: Сож) je rijeka u zapadnoj Rusiji, istočnoj Bjelorusiji te sjeveroistočnoj Ukrajini pritoka Dnjepra, duga 648 km. Površina porječj iznosi 42100 km2. 
Rijeka izvire u ruskoj Smolenskoj oblasti zatim teče prema bjeloruskoj Mogiljovskoj i Gomeljskoj oblasti gdje čini 20 km dugu državnu granicu između Bjelorusije i Ukrajine nakon čega se ulijeva u Dnjepar. Najveći grad na rijeci je drugi po veličini bjeloruski grad Gomelj zatim gradovi Kryčev i Slavhorod.

## Galerija
- Pontonski most u Kormi, Bjelorusija
- Sož u Bjelorusiji
- Sož u Bjelorusiji

## Vanjske poveznice
|  | Zajednički poslužitelj ima još gradiva o temi Sož |